# Égypte aux Jeux paralympiques
La participation de l'Égypte aux Jeux paralympiques débute aux Jeux de 1972 à Heidelberg en Allemagne.

## Bilan général

### Total des médailles
Après les Jeux paralympiques de 2020, l'Égypte totalise 183 médailles (49 médailles d'or, 69 médailles d'argent et 65 médailles de bronze) en 14 participations aux Jeux paralympiques.

### Résultats par année

#### - Tableau
| Jeux                              |              |              |              | Total        | Rang         |
| --------------------------------- | ------------ | ------------ | ------------ | ------------ | ------------ |
| 1972 Heidelberg                   | 0            | 0            | 0            | 0            | -            |
| 1976 Toronto                      | 5            | 2            | 1            | 8            | 20e          |
| 1980 Arnhem                       | 4            | 7            | 3            | 14           | 22e          |
| \| 1984 New York/Stoke Mandeville | 1            | 1            | 5            | 7            | 33e          |
| 1988 Séoul                        | 1            | 3            | 3            | 7            | 34e          |
| 1992 Barcelone                    | 7            | 6            | 7            | 20           | 19e          |
| 1996 Atlanta                      | 8            | 11           | 11           | 30           | 21e          |
| 2000 Sydney                       | 6            | 12           | 10           | 28           | 23e          |
| 2004 Athènes                      | 6            | 9            | 8            | 23           | 23e          |
| 2008 Pékin                        | 4            | 4            | 4            | 12           | 29e          |
| 2012 Londres                      | 4            | 4            | 7            | 15           | 23e          |
| 2016 Rio de Janeiro               | 3            | 5            | 4            | 12           | 30e          |
| 2020 Tokyo                        | 0            | 5            | 2            | 7            | 64e          |
| 2024 Paris                        | 2            | 2            | 3            | 7            | 41e          |
| 2028 Los Angeles                  | Jeux à venir | Jeux à venir | Jeux à venir | Jeux à venir | Jeux à venir |
| Total                             | 49           | 69           | 65           | 183          | 30e          |

### Résultats par sport

#### Récapitulatif 1972-2020
| Place | Sport | Sport             | 1972-2020 | 1972-2020 | 1972-2020 | 1972-2020 | Rang pays |
| Place | Sport | Sport             | T         |           |           |           | Rang pays |
| 1     |       | Athlétisme        | 26        | 28        | 33        | 87        |           |
| 2     |       | Force athlétique  | 22        | 28        | 19        | 69        |           |
| 3     |       | Natation          | 1         | 3         | 6         | 10        |           |
| 4     |       | Goalball          | 0         | 1         | 2         | 3         |           |
| 4     |       | Tennis de table   | 0         | 1         | 2         | 3         |           |
| 5     |       | Haltérophilie     | 0         | 2         | 0         | 2         |           |
| 6     |       | Bowling sur gazon | 0         | 1         | 0         | 1         |           |
| 7     |       | Volley-ball       | 0         | 0         | 2         | 2         |           |
| Total | Total | Total             | 49        | 64        | 64        | 177       |           |